# بيت المغربي (بني حشيش)

تعديل مصدري - تعديل

بيت المغربي هي إحدى قرى عزلة رجام بمديرية بني حشيش التابعة لمحافظة صنعاء، بلغ تعداد سكانها 353 نسمة حسب تعداد اليمن لعام 2004.